# Arte de la Pintura
Pour l’article homonyme, voir  L'Art de la peinture.
Arte de la Pintura est un livre sur l'art écrit par le peintre espagnol Francisco Pacheco, rédigé en 1638 sous le titre Arte de la pintura, su antigüedad y su grandeza ("Art de la peinture, son antiquité et sa grandeur") et publié en 1649, après sa mort.
Le contenu est conservateur en termes de religion tout en faisant l'éloge de Michel-Ange. Depuis sa première édition, il a été réimprimé et publié de nombreuses fois et est devenu aujourd'hui une ressource importante dans les études sur l'art espagnol. C'est aussi le premier livre traitant de l'art d'un peintre espagnol.

## Contenu
Cet ouvrage cite notamment la lettre de Raphael Santi à Baldassare Castiglione et a influencé la diffusion de la poursuite de la beauté.

## Informations bibliographiques
- Francisco Pacheco (1649), Simón Fajardo, ed., Arte de la pintura, su antigüedad y su grandeza (1st ed.), Sevilla : Simón Fajardo, OCLC 252467454
- Francisco Pacheco ; Gregorio Cruzada Villaamil, (1866), Arte de la Pintura su antigüedad y grandezas (2nd ed.), Madrid: Impr. de M. Galiano, OCLC 560350920[1]
- Francisco Pacheco et Mariano de La Roca y Delgado, « Arte de la pintura, su antigüedad, y grandezas : Describense los hombres eminentes que ha auido en ella y sus preceptos ; del dibujo, y colorido ; del pintar al temple y al oleo ; de la iluminacion y estofado ; del pintar al frésco ; de las encarnaciones, de pulimento y de mate ; del dorado, bruñido, y mate. Y enseña el modo de pintar todas las pinturas sagradas » [« Art de la peinture, son antiquité et sa grandeur : Description des hommes éminents qui y ont travaillé et leurs préceptes ; du dessin et du coloris à la détrempe et à l'huile ; de l'enluminure et de l'estofado ; de la peinture a fresco (à fresque) ; des carnations[2], du vernis et de mat ; de la dorure, du bruni et du mat. Et d'enseigner la manière de peindre toutes les peintures sacrées »](Archive.org • Wikiwix • Archive.is • Google • Que faire ?) [PDF], Madrid, Libreria de Leon Pablo Villaverde, 1871 (consulté le 29 juin 2022)